# Jan Apell
Jan Apell (Gotemburgo, 4 de novembro de 1969) é um ex-tenista profissional sueco.

## ATP Tour Títulos

### Duplas (9 títulos)
| Legenda                |
| Grand Slam (0)         |
| Tennis Masters Cup (1) |
| ATP Masters Series (0) |
| ATP Tour (8)           |

| Títulos por Piso |
| Duro (4)         |
| Saibro (3)       |
| Grama (1)        |
| Carpete (1)      |

| Resultado | N. | Data              | Torneio                         | Piso     | Parceiro       | Oponentes                           | Placar                            |
| --------- | -- | ----------------- | ------------------------------- | -------- | -------------- | ----------------------------------- | --------------------------------- |
| Campeão   | 1. | 26 Abril 1993     | Seul, Coreia do Sul             | Duro     | Peter Nyborg   | Neil Broad Gary Muller              | 5–7, 7–6, 6–2                     |
| Vice      | 1. | 15 Novembro 1993  | Moscow, Rússia                  | Carpete  | Jonas Björkman | Jacco Eltingh Paul Haarhuis         | 1–6 ret.                          |
| Campeão   | 2. | 28 Fevereiro 1994 | Scottsdale, EUA                 | Duro     | Ken Flach      | Alex O'Brien Sandon Stolle          | 6–0, 6–4                          |
| Vice      | 2. | 6 Junho 1994      | Aberto da França, Paris         | Saibro   | Jonas Björkman | Byron Black Jonathan Stark          | 4–6, 6–7                          |
| Campeão   | 3. | 13 Junho 1994     | London/Queen's Club, Inglaterra | Grama    | Jonas Björkman | Todd Woodbridge Mark Woodforde      | 3–6, 7–6, 6–4                     |
| Campeão   | 4. | 11 Julho 1994     | Båstad, Suécia                  | Saibro   | Jonas Björkman | Nicklas Kulti Mikael Tillström      | 6–2, 6–3                          |
| Campeão   | 5. | 29 Agosto 1994    | Schenectady, EUA                | Duro     | Jonas Björkman | Jacco Eltingh Paul Haarhuis         | 6–4, 7–6                          |
| Vice      | 3. | 17 Outubro 1994   | Tel Aviv, Israel                | Duro     | Jonas Björkman | Lan Bale John-Laffnie de Jager      | 7–6, 2–6, 6–7                     |
| Vice      | 4. | 31 Outubro 1994   | Stockholm, Suécia               | Carpete  | Jonas Björkman | Todd Woodbridge Mark Woodforde      | 3–6, 4–6                          |
| Campeão   | 6. | 14 Novembro 1994  | Antwerp, Bélgica                | Carpete  | Jonas Björkman | Hendrik Jan Davids Sébastien Lareau | 4–6, 6–1, 6–2                     |
| Campeão   | 7. | 28 Novembro 1994  | Doubles Championship, Jakarta   | Duro (i) | Jonas Björkman | Todd Woodbridge Mark Woodforde      | 6–4, 4–6, 4–6, 7–6(7–5), 7–6(8–6) |
| Vice      | 5. | 22 Maio 1995      | Roma, Itália                    | Saibro   | Jonas Björkman | Cyril Suk Daniel Vacek              | 3–6, 4–6                          |
| Vice      | 6. | 19 Junho 1995     | London/Queen's Club, Inglaterra | Grama    | Jonas Björkman | Todd Martin Pete Sampras            | 6–7, 4–6                          |
| Campeão   | 8. | 17 Julho 1995     | Båstad, Suécia                  | Saibro   | Jonas Björkman | Jon Ireland Andrew Kratzmann        | 6–3, 6–0                          |
| Campeão   | 9. | 22 Abril 1996     | Bermuda                         | Saibro   | Brent Haygarth | Pat Cash Patrick Rafter             | 3–6, 6–1, 6–3                     |